# Kolhidska ciklama
Kolhidska ciklama (lat. Cyclamen colchicum) je vrsta višegodišnje biljke iz roda ciklama. 

## Rasprostranjenost i stanište
Raste u šumovitim područjima na vapnenačkim stijenama, među korijenjem drveća i u pukotinama stijena na nadmorskoj visini između 300 i 800 metara. Nalazi se isključivo u pokrajini Adjara u Gruzija, oko 1900 kilometara dalje od svog bliskog srodnika, šumske ciklame.

## Opis
Listovi su otprilike srcolikog oblika, a često su duži nego širi. Pomalo su nazubljeni na rubovima. Tamnozelene su boje, a po gornjoj površini imaju neujednačene srebrnaste šare koje su dosta uske. Cvjetovi se pojavljuju otprilike kad i listovi, boja im je obično blijedoružičasta, a na dnu svake latice su tamniji. Svaka latica je duga 8-16 milimetara i ovalnog je oblika.

## Vanjske poveznice
- Fotografije i podatci

Ostali projekti
|  | Zajednički poslužitelj ima još gradiva o temi Kolhidska ciklama |
|  | Wikivrste imaju podatke o taksonu Kolhidska ciklama             |